# Koetshuis London
Koetshuis London is een gemeentelijk monument aan de Gaslaan 2-2a in Baarn in de provincie Utrecht. Het gebouw werd door de Engelsman Cliff gebouwd tussen 1875 en 1880. Deze woonde in villa London aan de Eemnesserweg. Toen de naam van London veranderde in Dennenhorst, na splitsing Dennenhorst & Evergreen hield het koetshuis de naam London. Het achterste deel van het koetshuis werd gebruikt als paardenstal, de eerste verdieping was in gebruik als woonruimte.
In 1952 werd het achterhuis, boven de vroegere paardenstal, met een verdieping verhoogd en kwamen er vier slaapkamers bij. Nadien kreeg het hele pand een woonfunctie.